# Rie Fu
 (avril 2011).
Si vous disposez d'ouvrages ou d'articles de référence ou si vous connaissez des sites web de qualité traitant du thème abordé ici, merci de compléter l'article en donnant les références utiles à sa vérifiabilité et en les liant à la section « Notes et références ».
Rie fu (リエ フゥ, Rie fu), Rie Funakoshi (舩越 里恵) de son vrai nom, née le 11 janvier 1985 à Tokyo est une auteur-compositeur-interprète. Rie Fu a été diplômée du St Martin's College, une des écoles les plus réputées d'art et de design d'Angleterre le 18 juillet 2007. Elle fait régulièrement le trajet entre le Royaume-Uni et le Japon pour l'enregistrement et la promotion de ses disques.

## Biographie
De 1992 à 1995, Rie fu a vécu dans le Maryland avec sa famille. C'est durant cette période qu'elle commence à jouer du piano et découvre ses principales inspirations musicales. Elle est particulièrement influencée par Sheryl Crow, Michelle Branch et par la musique pop des années 1970 avec notamment le groupe The Carpenters.
Après être retournée au Japon, de 1995 à 2003, Rie termine ses études primaires et secondaires à Tokyo. En 2002 elle apprend la guitare et commence presque immédiatement à enregistrer ses chansons avec un petit magnétophone. Elle envoya ses démos à une compagnie de disques (Sony) qui signa avec elle. En mars 2004 sort son premier single. Plus tard dans l'année, sa chanson Life is like a boat est choisie pour être l'ending de Bleach, ce qui lui permit d'obtenir la reconnaissance du public et d'augmenter sa demande. En 2005, une année après ses débuts, une autre chanson, I Wanna Go To A Place... est utilisée en tant que troisième ending pour l'anime à succès Gundam Seed Destiny et en 2006, sa chanson Until I Say devient le thème pour la sortie japonaise en 2005 du film anglais Heidi. En 2007, elle fait également l'ending Tsukiakari de l'anime Darker than Black.
Elle est diplômée de l'University of the Arts London en 2007, après avoir étudié les Beaux-arts (dans des domaines allant de la mode à la conception graphique). Sur son site web, elle affirme qu'elle aimerait redevenir une étudiante. Rie s'occupe souvent du design des jaquettes de ses albums et singles et utilise ses propres peintures comme illustrations.
Les paroles des chansons de Rie Fu sont souvent en anglais et en japonais car elle parle couramment ces deux langues. Bien que la plupart de ses chansons soient essentiellement chantées en japonais, certains couplets sont entièrement en anglais. Parmi ses chansons écrites entièrement en japonais, il y en plus de deux qui ont bénéficié ensuite d'une version en anglais.
Récemment, Rie Fu a reçu une offre d'un label anglais et a pu sortir un album nommé Who is Rie Fu?, le 3 mars. Bien que le label soit basé en Angleterre, son album sortira également dans d'autres pays européens, marquant ainsi ses débuts européens.

## Discographie

### Singles
- Rie who!? (2004-03-24)

1. decay
2. Beautiful Words
3. Tsuki no Ue (Over The Moon)

- Life is Like a Boat (2004-09-23) (utilisé comme premier ending pour l'anime Bleach)

1. Life is like a boat
2. Voice

- I Wanna Go To A Place... (2005-04-27) (utilisé comme ending pour l'animé Gundam Seed Destiny)

1. I wanna go to a place...
2. They always talk about
3. I so wanted (version en anglais)

- ねがいごと (Negaigoto) (2005-08-31)

1. ねがいごと (Negaigoto)
2. ねがいごと (Negaigoto) (version piano)
3. 2 cm

- Tiny Tiny Melody (2006-03-08)

1. Tiny tiny melody
2. Long long way

- Until I Say (2006-07-19)

1. Until I say
2. Sunshine of my day
3. Tobira

- ツキアカリ (Tsuki akari) (2007-05-23) (utilisé comme premier ending pour l'anime Darker Than Black)
- 5000 Miles (2007-09-05)
- あなたがここにいる理由 (Anata ga Koko ni Iru Riyuu) (2007-10-24) (utilisé dans l'anime D.Gray-man en tant que cinquième ending)
- Home (2008-01-23) (utilisé comme thème musical du film Koneko no Namida (子猫の涙, Koneko no Namida?))

### Album
- Rie fu (19 janvier 2005)

1. 笑って、恵みのもとへ (Waratte meguminomotohe)
2. Beautiful words
3. Somebody's world
4. 2 cm
5. I so wanted
6. Decay
7. Prayers & melodies
8. 雨の日が好きって思ってみたい (Amenohiga sukitte omottemitai)
9. Voice (album version)
10. ツキノウエ (Tsukinoue) #Shine
11. Life is like a boat
12. ~ Interlude ~
13. Decay (version en anglais)

- Rose Album (24 mars 2006)

1. そのままで (Sonomamade)
2. 5 minutes
3. Funny dream
4. I wanna go to a place...
5. Realize
6. Tiny tiny melody
7. Conversation
8. They always talk about
9. Kiss U goodbye
10. Vintage denim
11. Rose
12. Long long way (album version)
13. ねがいごと (Negaigoto)

- Tobira Album (21 novembre 2007)

1. 5000 マイル～Album version
2. Come To My Door
3. ツキアカリ
4. 君が浮かぶよ
5. tobira
6. On It's Way
7. Until I Say
8. SMILE
9. Feel The Same
10. dreams be
11. Sunshine of my day～Live version
12. London
13. あなたがここにいる理由

- Who is Rie fu? (3 mars 2008)
- Urban Romantic (8 avril 2009)

1. Something In My Head
2. Sunny Days
3. Hey I'm Calling Up
4. ビジネス (Bijinesu, Business)
5. あなたを想えばあふれる涙 (Anata wo Omoeba Afureru Namida)
6. Romantic
7. Drummy.
8. She Can't Say No (ノーと言えない女) (No to Ienai Onna)
9. Money Will Love You (English version)
10. いつかこの道の先に (All The Way) (Itsuka Kono Michi no Saki ni)
11. Present
12. Suki
13. Romantic (strings version)

- at Rie Sessions (31 mars 2010)
- I Can Do Better (23 novembre 2011)